# Louis-François-Marie de Clermont-Tonnerre
Louis-François-Marie, comte de Clermont-Tonnerre-Thoury (21 octobre 1761 - 1827), seigneur du Puy de Neuville, est un général français.

## Biographie

### Famille
Il est le fils de Louis de Clermont-Tonnerre, dit le comte de Clermont, baron de Pierrepont, seigneur de Fignières, capitaine, chevalier de l'Ordre de Saint-Louis, et de Marie-Elisabeth Le Febvre de Milly. 
Il épouse à Paris, le 27 mai 1784, Marie-Françoise de Froger, fille de Louis Honoré, comte de Froger, lieutenant du Roi à l'île de Saint-Domingue, et de Louise Achard-Joumard Tison d'Argence. 
Tous deux eurent un fils, Louis de Clermont Tonnerre (château de Fignières, 2 mars 1788 - Saint-Pétersbourg, 15 avril 1809), mort avant eux sans postérité. 
Il adopta ses neveux, Eugène en 1818 et Prosper-Abbeville Tillette de Mautort, en 1816.

### Carrière militaire

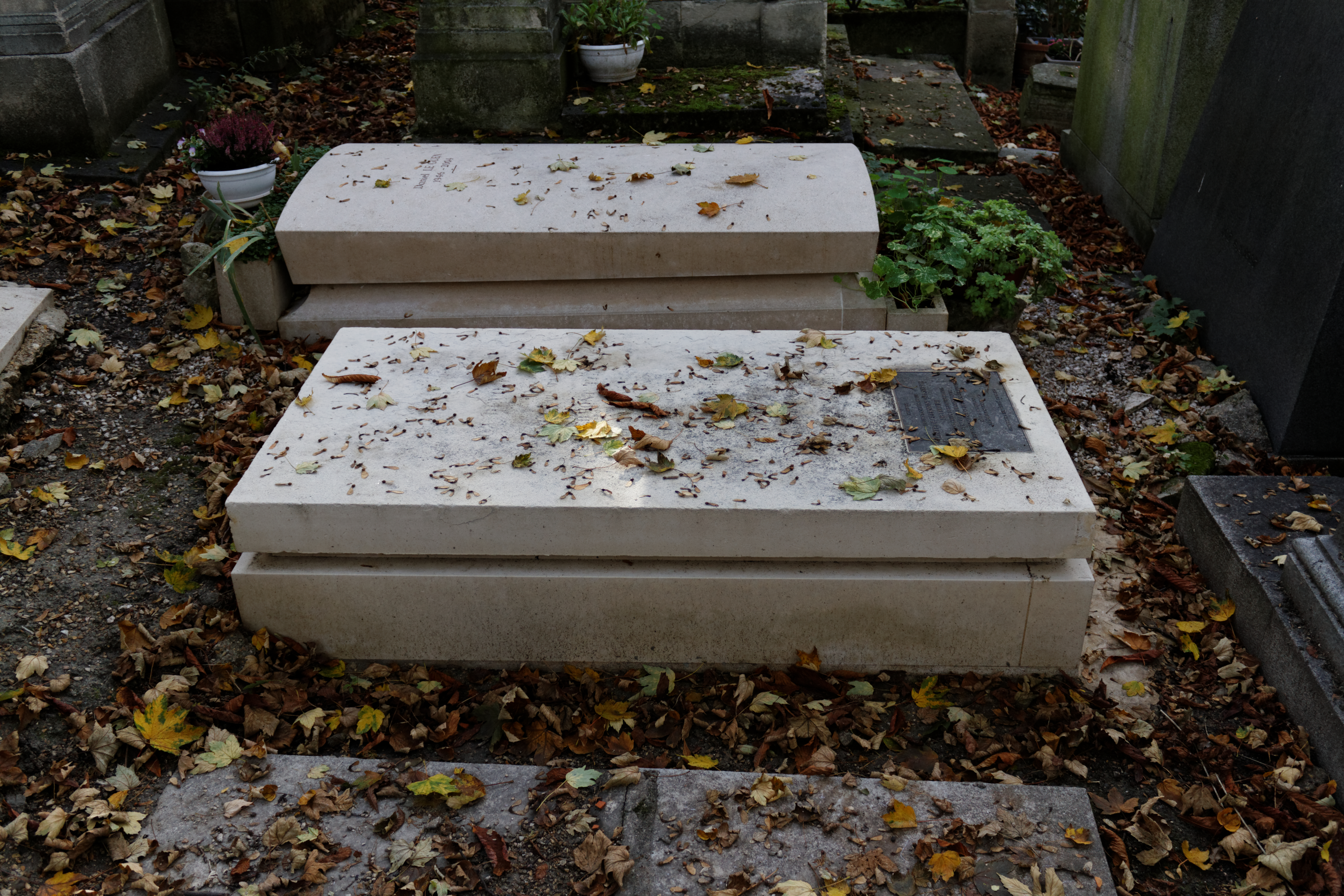
Tombe au cimetière du Père-Lachaise.

Il entre au service comme sous-lieutenant au régiment de Royal-Pologne cavalerie en 1777, dans lequel il fut fait capitaine à la suite. Il passe, en 1781, dans la compagnie écossaise des gardes du corps du roi Louis XVI, en qualité de sous-lieutenant, avec rang de lieutenant-colonel. Présenté à Louis XVI, il est admis aux honneurs de la Cour et l'accompagne à la chasse le 3 avril 1782.
Il est promu mestre de camp de cavalerie en décembre 1787.
Il émigre en 1791, rejoint les princes français à Coblentz, fait la campagne de 1792 dans leur armée, et y servit jusqu'à l'époque à laquelle elle fut licenciée. Il est promu maréchal de camp, en 1797, puis passe en Russie.
À la première Restauration, en 1814, le comte de Clermont-Tonnerre rentre en France, et lors des Cent-Jours, il est envoyé, le 18 mars, dans l'Artois, pour y accélérer la marche des volontaires royaux. Il se trouvait à Lille, au moment du passage de Louis XVIII qui se rendait à Gand, et il fit, dans la première de ces deux villes son service auprès du Roi. 
Après le retour de Louis XVIII à Paris, le comte de Clermont-Tonnerre est employé sous le général de Bourmont, à la réforme des volontaires royaux, et alla ensuite prendre, à Versailles, le commandement de la compagnie écossaise des gardes du corps qui lui avait été confiée en l'absence du chef d'escadron. Ayant été compris dans les réformes qui se faisaient alors, il obtint sa retraite comme lieutenant des gardes du corps, avec le grade de lieutenant-général, qui lui fut accordé en novembre 1815. Il fut créé, le même jour, commandeur de l'ordre royal et militaire de Saint-Louis. 

## Sources
- Jean Baptiste Pierre Jullien de Courcelles, Dictionnaire historique et biographique des généraux français: depuis le onzième siècle jusqu'en 1820, 1821
- Jean Baptiste Pierre Jullien de Courcelles, Histoire généalogique et héraldique des pairs de France, des grands dignitaires de la couronne, des principales familles nobles du royaume, et des maisons princières de l'Europe…, 1826